# Matthew Underwood
Matthew Dill Underwood (Fort Pierce, Florida, 23 de abril de 1990) es un actor, modelo estadounidense, internacionalmente conocido por interpretar a Logan Reese en la serie Zoey 101. 
Actualmente Matthew Underwood se dedica a la producción y realización de vídeos, dirige y posee varios negocios relacionados con la hostelería y el turismo y, además, es guitarrista en una banda de rock que formó junto a un grupo de amigos, con la que interpreta "covers" en conciertos privados que realiza para sus locales. 
Algunas veces también se presta como actor de voz en diversos proyectos.

## Carrera
La carrera de Matthew Underwood se inició muy temprano, pues a la edad de seis meses comenzó a ganar concursos de belleza y talento en los alrededores de Florida. 
Desde su infancia, modeló en pasarelas, hizo anuncios y trabajó como bailarín en diversos vídeos y shows, entre ellos el de "El Show Biz Kidz Dance Group". 
Su primera aparición en una película fue sólo como actor de doblaje, cuando interpretó varias voces adicionales en Mis vecinos los Yamada de 1999, a la edad de 9 años. 
En 2005, a la edad de 14 años, forma parte del elenco Zoey 101, interpretando al guapo, popular y millonario adolescente Logan Reese, personaje que le generó gran popularidad. Interpretó a ese personaje hasta el año 2008, cuando se produjo la cancelación de la serie.
En 2006, se le ofreció la posibilidad de interpretar al personaje Troy Bolton en la entrega de películas de Disney Channel, High School Musical. Finalmente, Underwood rechazó el papel debido a sus compromisos laborales con Nickelodeon.
En 2009, interpretó al líder de una pandilla de estudiantes en una película de terror llamada Reality Horror Night. 
Meses posteriores a la grabación de Reality Horror Night, comenzó a tener graves problemas en cuanto al abuso de sustancias y decidió tomarse un tiempo del mundo de las cámaras.
En 2010 decidió retirarse del mundo de la actuación y pasar a un plano de su vida donde se encontrase menos expuesto.
En enero de 2023, Jamie Lynn Spears anunció que había comenzado la producción de una película titulada Zoey 102, la secuela de Zoey 101, que se estrenaría en julio del mismo año en Paramount+ con varios actores que habían aparecido en la serie. En dicha película de televisión, Underwood retoma su personaje de Logan Reese y este se casa con Quinn Pensky (interpretada por su expareja en la vida real, Erin Sanders).

## Vida privada
Mantuvo una relación sentimental de 4 años con su compañera del elenco de Zoey 101, Erin Sanders, quien también fue su pareja en la ficción cuando ambos interpretaban a los personajes Logan Reesse y Quinn Pensky.
Desde el año 2010 está retirado del mundo de la actuación y las cámaras y ha establecido su residencia en Miami, Florida. 
Es gran amigo de los actores Christopher Massey y Sean Flynn, sus compañeros del elenco de Zoey 101.
Underwood tuvo problemas con el consumo de algunas drogas, en especial con la  marihuana y la cocaína desde finales de su adolescencia. 
El 27 de abril de 2012, a la edad de 22 años, fue arrestado por posesión de drogas y abuso de menores debido a que lo encontraron consumiendo marihuana encerrado en una habitación de un hotel junto con una menor de 17 años, con la que habría mantenido relaciones sexuales.
En marzo de 2017 presenció un accidente de coche y rápidamente acudió a socorrer y llamó a la policía, salvando así la vida de un bebé que se encontraba en el interior.

## Filmografía
| Año       | Título                      | Rol                         | Notas                                                        |
| --------- | --------------------------- | --------------------------- | ------------------------------------------------------------ |
| 2002      | Mis vecinos Los Yamada      | Voces Adicionales           |                                                              |
| 2002      | The Wishing Stone           |                             |                                                              |
| 2002      | Go for It!                  |                             | Rol Principal                                                |
| 2003      | Just Us Kids                | Chico Duro                  | Episodio: "Brawn at Dawn"                                    |
| 2004      | La Marioneta                | Niño                        |                                                              |
| 2004      | Method & Red                | Bully                       | Pilot                                                        |
| 2005      | E-Venture Kids              | Matt                        | Episodios Desconocidos                                       |
| 2005—2008 | Zoey 101                    | Logan Reese                 | Elenco principal, serie de TV Nickelodeon                    |
| 2006      | Web Journal Now             | Matt                        |                                                              |
| 2006      | Casper's Scare School       | Thatch                      | Elenco principal, película de TV (papel de voz)              |
| 2007      | Avatar: The Last Airbender  | #1 Escondido/#2 Niño Tímido | papel recurrente 1 episodio, serie de TV Nickelodeon         |
| 2008      | Zoey 101: Behind the Scenes | Él mismo                    | Detrás de cámaras de la serie Zoey 101                       |
| 2008      | Kids + Money (Short)        | Él mismo                    | Corto, protagonista                                          |
| 2008      | Reality Horror Night        | Matthew                     | Elenco principal, película de TV                             |
| 2017      | The Magic Studio            | Matthew                     | Elenco principal, película de TV                             |
| 2017      | The Golden Stars            | Matt                        | Elenco principal, película de TV (también director)          |
| 2018      | Time Hoppers                | Caesar                      | Elenco principal, corto                                      |
| 2019      | The Alien                   | Matthew                     | Elenco principal, corto                                      |
| 2019      | The Unicorn Sisters         | Josh                        | Elenco principal, corto                                      |
| 2020      | Follow Me                   | El mismo                    | Elenco principal, corto Jamie Lynn Spears & Chantel Jeffries |
| 2021      | Remi                        | El mismo                    | Elenco principal, corto                                      |
| 2023      | Zoey 102                    | Logan Reese                 | Elenco principal, película de TV Paramount+                  |